# Battaglia di Nibeiwa
La battaglia di Nibeiwa fu combattuta la mattina del 9 dicembre 1940 tra le truppe italiane e quelle britanniche; la battaglia segna la fase iniziale dell'Operazione Compass, l'offensiva britannica contro le truppe italiane penetrate in Egitto dalla Libia.

## Prologo
Nel settembre del 1940, le truppe italiane della 10ª Armata erano penetrate in Egitto a partire dalla colonia della Libia; le deboli forze britanniche della Western Desert Force del generale Richard O'Connor si erano ritirate opponendo scarsa resistenza, ma l'avanzata italiana, a causa della pessima situazione logistica, si era fermata a Sidi Barrani, ad appena 150 km dalla frontiera. Le truppe italiane vennero quindi dispiegate a difesa del territorio conquistato, venendo dislocate in campi fortificati che tuttavia erano molto separati e non tatticamente collegati tra di loro.
Il Raggruppamento "Maletti" (dal nome del suo comandante, generale Pietro Maletti) era un'unità motorizzata costituita da cinque battaglioni di fanti libici trasportati su autocarri, un battaglione di carri medi M11/39, e alcune batterie di artiglieria; l'unità, parte del Corpo d'armata libico del generale Sebastiano Gallina, venne schierata sulle colline nei pressi della località di Nibeiwa, circa 20 km a sud di Sidi Barrani. Il campo fortificato italiano era costituito da un rettangolo di circa un chilometro per due, circondato da muri, un fossato anticarro e un campo minato; il campo minato, tuttavia, era incompleto sul retro del rettangolo, anche per permettere un più rapido accesso dei camion dei rifornimenti. Questa circostanza sarà prontamente notata dai reparti esploranti britannici.
Il 7 dicembre 1940 iniziò l'offensiva britannica contro le truppe italiane schierate in Egitto, l'Operazione Compass; l'azione era concepita per lo più come un'incursione in forze contro le avanguardie dello schieramento italiano, con la speranza di scompaginarle abbastanza da permettere la rioccupazione di Sidi Barrani. Il piano britannico prevedeva di tagliare la principale via di rifornimento italiana, la strada Buq Buq - Sidi Barrani, con i carri della 7ª Divisione Corazzata britannica, mentre la 4ª Divisione di Fanteria indiana, dopo una lunga marcia di aggiramento in pieno deserto, sarebbe piombata sul fianco delle avanguardie italiane, attaccando frontalmente i loro campi fortificati. L'11ª Brigata di Fanteria indiana del generale Reginald Arthur Savory, composta da un battaglione britannico e due battaglioni indiani del Rajasthan, avrebbe attaccato il campo di Nibeiwa con l'appoggio di 47 carri medi Mk II Matilda del 7° Royal Tank Regiment.

## La battaglia
Dopo un giorno di marcia nel deserto, le truppe anglo-indiane giunsero in vista del campo di Nibeiwa la mattina del 9 dicembre 1940. Alle 5:00 iniziò un bombardamento diversivo dell'artiglieria britannica, che sparava da est per confondere gli italiani circa la direzione dell'attacco; dopo aver inquadrato i bersagli, alle 7:15 l'artiglieria della 4ª Divisione indiana iniziò un violento bombardamento del campo italiano, cogliendo totalmente di sorpresa le truppe che lo presidiavano.
Alle 7:45 iniziò l'attacco delle fanterie anglo-indiane, supportate dai Matilda, contro l'angolo nord-ovest del campo; i 23 carri medi M11 italiani stazionavano in questa posizione, fuori dal muro perimetrale, e vennero rapidamente travolti con la distruzione di 15 mezzi e la cattura dei restanti (i carristi italiani erano stati colti mentre stavano riscaldando i motori dei loro mezzi, e non ebbero in pratica il tempo per opporsi all'attacco; in ogni caso, i cannoni da 37 mm dei loro carri non erano in grado di perforare la pesante corazza frontale dei Matilda).
Lo scontro si trasferì quindi all'interno del campo, dove i reparti italo-libici si batterono accanitamente; lo stesso generale Maletti cadde in combattimento, mentre ancora in pigiama sparava con una mitragliatrice contro i carri britannici. Intorno alle 8:30 la resistenza organizzata ebbe termine, anche se ai britannici occorsero ancora due ore per rastrellare tutto il campo.

## Conseguenze
Il Raggruppamento "Maletti" venne praticamente spazzato via, con la perdita di 800 soldati uccisi, 1 300 feriti e 2 000 presi prigionieri. Le perdite britanniche furono invece molto più leggere, per un totale di 56 vittime. Il cedimento del campo fortificato di Nibeiwa aprì un vasto squarcio nella linea difensiva italiana, permettendo così ai restanti reparti della 4ª Divisione indiana di dilagare alle spalle dei capisaldi italiani, e decretando il successo della prima fase dell'Operazione Compass.